# 셀핀다
주식회사 셀핀다(영어: Cellpinda Co., Ltd.,는 대한민국의 바이오 식품 제조 및 유통 기업이다. 2018년 창립되었으며, 본사는 서울특별시에 있다. 대한민국에서 최초로 GABA를 식품형태로 제조/유통한 회사로 알려져 있다. 셀핀다 가바는 순도100% 발효가바(fermented-GABA)로 코셔와 할랄인증을 획득했다.

## 사업분야

### 식품
- 뇌건강 활성화를 위한 김치유산균 효소공법으로 만든 고순도 발효가바 아미노산 원료를 활용한 제품 제조
- 간세포를 재생하는 고순도 오르니틴 아미노산 베이스로 만든 원료를 활용한 제품 제조

### 화장품
- 화장품 원료로도 등재된 고순도 발효가바(아미노뷰티릭애씨드)와 각종 고 기능성 천연소재들을 배합한 화장품을 연구 제조하고 있다.

## 주요상품
- 가바(GABA100%) 김치유산균 효소공법으로 만든 고순도 발효가바, 1,500mg와 750mg
- 스테이(S'TEI) 고순도 L-오르니틴(L-Ornithine)을 주 성분으로 하는 숙취해소제
- 가바 말태반 에센스(CPD에센스) 고순도 발효가바(GABA)와 고농축 말태반 엑기스(플라센타단백질)를 각 30,000ppm 함유한 고영양 저분자 에센스